# Конфлікт в Кабінді
Конфлікт у Кабінді — збройний конфлікт на території ексклавного регіону Кабінда (в минулому відомому як Португальське Конго) між Анголою і Фронтом за звільнення анклаву Кабінда (а надалі також урядом у вигнанні самопроголошеної Республіки Кабінди). Конфлікт почався після отримання Анголою незалежности в 1975 році й з різним ступенем інтенсивности триває до сьогодні.

## Передумови
Хоча португальські мореплавці вперше з'явилися в районі Кабінди наприкінці XV століття, до 1885 року цей регіон зберігав формальну незалежність, і на його території розташовувалися різні тубільні держави. У 1885 році Сімуламбукський договір між Португалією й африканським королівством Нгойо завершив собою серію договорів між африканськими королівствами й Португалією, передають їх території під протекторат Португалії. З 1900 року цей протекторат був відомий як Португальське Конго. У 1933 році конституція португальської держави підтвердила статус як Кабінди, так і сусідньої Анголи як окремих частин Португалії. Однак у 1956 році було вироблено злиття колоніальних адміністрацій Конго і Кабінди.
У 1960 році було засновано Визвольний рух за державу Кабінда (порт. Movimento para a Libertação do Enclave de Cabinda, MLEC), а в 1963 році — ще дві організації, що ставили перед собою ті ж цілі — Комітет національної дії народу Кабінди (порт. Comité de Acção da União Nacional de Cabinda, CAUNC) і Національний альянс Майомбе (порт. Aliança Nacional Mayombe, ALLIAMA). Незабаром після цього дві нових групи об'єдналися з MLEC в єдиний Фронт за звільнення анклаву Кабінда (Флек; порт. Frente para a Libertação do Enclave de Cabinda, FLEC). Проголошення створення Фронту відбулося в Пуент-Нуаре (Республіка Конго).
У 1964 році Кабінда стала членом Організації африканської єдності як 39-та африканська держава, якій належить пройти деколонізацію. У 1974 році португальська влада дала дозвіл на розміщення структур ФЛЕК на території Кабінди. 1 серпня того ж року уряд Антоніу Спіноли в Португалії оголосив про намір провести в Кабінді референдум про самовизначення. Однак незабаром відбулася зміна влади в Португалії, що поклала край цим планам, і вже в грудні 1975 року уряд Португалії й три ангольські воєнізовані організації (як «єдині законні представники народу Анголи») підписали Алворські угоди, в яких Кабінда проголошувалася невід'ємною частиною Анголи. 11 листопада 1975 року, в день проголошення незалежности Анголи, в Кабінду через Пуент-Нуар були введені збройні загони організації Народний рух за звільнення Анголи — Партія праці (МПЛА), що становила собою основну військову силу в Анголі. Згідно з сайтом GlobalSecurity.org, МПЛА отримала гроші від енергетичної корпорації Chevron із тим, щоби встановити контроль над багатими нафтовими родовищами Кабінди. Співпраця між Chevron і урядом Анголи триває до теперішнього часу; державне підприємство Sonangol видобуває на родовищах Кабінди майже мільйон барелів нафти, забезпечуючи більшу частину валового національного продукту Анголи.

## Перебіг конфлікту
Після встановлення військового контролю Анголи в Кабінді з регіону почався масовий вихід населення (кількість біженців в сусідніх Республіці Конго і Демократичній Республіці Конго (Заїрі), за оцінками сайту GlobalSecurity.org, становить 950 тисяч осіб). До кінця 1990-х років на території Демократичної республіки Конго розташовувалися п'ять таборів біженців з Кабінди, на території Республіки Конго — чотири. Флек, який визнав військову окупацію Кабінди, десятиліттями веде партизанську війну, використовуючи бази на території цих двох країн. Очолював Республіку Конго з 1992 по 1997 рік Паскаль Ліссуба підтримував Флек і ідею незалежності Кабінди, що в жовтні 1997 року призвело до вторгнення військ Анголи на територію Республіки Конго і захоплення ними Пуент-Нуар, де розташовувалися відділення Флек. Під контролем націоналістичної воєнізованої організації Флек-ФАК (порт. Forças Armadas de Cabinda, FLEC-FAC), що виникла в результаті розколу в Флек, знаходиться також великий ліс Майомбе, на території якого ховаються ще приблизно 40 тисяч біженців [6]. Конфлікт часом переміщався і на територію самої Анголи: так, в 1981 році шість бойовиків Флек були засуджені ангольським судом до смерті за вибухи стратегічних економічних об'єктів, шкіл і лікарень в Анголі. У середині 1990-х років Флек був союзником ангольської антиурядової організації УНІТА, що вела дії на території Анголи з опорою на базі в Кабінді.
З початку 1990-х років керівництво Анголи демонструє готовність до переговорів з представниками Флек про припинення бойових дій і приєднання до управління регіоном. У 1995 році представник Анголи в ООН відвідав табір біженців Конді-Мбака в Демократичній Республіці Конго та в ході цього візиту виступив із закликом до лідерів визвольних рухів Кабінди виробити єдину платформу і затвердити посередника, уповноваженого на переговори з Анголою. Проте бойові дії тривали й після цього, зокрема, в порушення підписаних в травні 1996 і серпні 2006 років перемир'я. На початку 2000-х років як Флек-ФАК, так і зазвичай не вдається до силових методів фракція Флек-Реновада організовували захоплення заручників в Кабінді. Після цього 30-тисячний військовий контингент збройних сил Анголи почав великомасштабну операцію проти сепаратистів, в ході якої були захоплені кілька опорних пунктів Флек-ФАК і Флек-Реновада, а також допущені численні порушення прав людини, перераховані у 20-сторінковому звіті ангольських правозахисників. У 2004 році уряд Анголи заборонило діяльність в Кабінді місцевої правозахисної організації «Мпалабанда», звинувативши її в підбурюванні до насильства. У 2010 році міжнародну увагу було привернуто до конфлікту в Кабінді, коли на її території бойовиками Флек був обстріляний автобус, що перевозив футбольну збірну Того напередодні матчу проведеного в Анголі Кубка африканських націй. В результаті обстрілу загинули два члени команди й водій автобуса, а збірна Того знялася зі змагань.